# ناينتي ناين ديزاينز
ناينتي ناين ديزاينز هو سوق إلكتروني تم تأسيسه في ميلبورن بـأستراليا سنة 2008 يسمح للزبائن بطلب تصميم من مصممي الجرافيك بمقابل مادي مثل تصميم موقع ويب أو شعار.
لناينتي ناين ديزاينز مكاتب موزعة في المدن التالية : سان فرانسيسكو وميلبورن وبرلين وباريس ولندن وريو دي جانيرو

## روابط خارجية
99designs.com